# Pseudopanurgus aethiops
Pseudopanurgus aethiops là một loài Hymenoptera trong họ Andrenidae. Loài này được Cresson mô tả khoa học năm 1872.